# Soedan op de Olympische Zomerspelen 1968
Soedan nam deel aan de Olympische Zomerspelen 1968 in Mexico-Stad, Mexico.

## Resultaten en deelnemers per onderdeel

### Atletiek
- Gasmalla Morgan
  - Mannen, 100 meter — Heats: 11.0 s (ging niet verder)
  - Mannen 200 meter — Heats: 22.6 s (ging niet verder)
- Angelo Hussein
  - Mannen, 400 meter — Heats: 47.7 s (ging niet verder)
  - Mannen 800 meter — Heats: 1:53.4 s (ging niet verder)

### Boksen
- Hwad Abdel
  - Vedergewicht (57 kg) — Eerste ronde: verslagen door  Antonio Roldán 5:0
- Abdel Sheed
  - Lichtgewicht (60 kg)
    1. Eerste ronde: versloeg  Eugenio Febus 5:0
    2. Tweede ronde: verslagen door  Pedro Agüero 5:0
- Abdalla Abdel
  - Halfmiddengewicht (71 kg) — Eerste ronde: verslagen door  Prince Amartey 4:1

Afghanistan · Algerije · Amerikaanse Maagdeneilanden · Argentinië · Australië · Bahama's · Barbados · België · Bermuda · Birma · Bolivia · Bondsrepubliek Duitsland · Brazilië · Brits-Honduras · Bulgarije · Canada · Centraal-Afrikaanse Republiek · Ceylon · Chili · Colombia · Congo-Kinshasa · Costa Rica · Cuba · Denemarken · Dominicaanse Republiek · Duitse Democratische Republiek · Ecuador · El Salvador · Ethiopië · Fiji · Filipijnen · Finland · Frankrijk · Ghana · Griekenland · Groot-Brittannië · Guatemala · Guinee · Guyana · Honduras · Hongarije · Hongkong · Ierland · IJsland · India · Indonesië · Irak · Iran · Israël · Italië · Ivoorkust · Jamaica · Japan · Joegoslavië · Kameroen · Kenia · Koeweit · Libanon · Libië · Liechtenstein · Luxemburg · Madagaskar · Maleisië · Mali · Malta · Marokko · Mexico · Monaco · Mongolië · Nederland · Nederlandse Antillen · Nicaragua · Nieuw-Zeeland · Niger · Nigeria · Noorwegen · Oeganda · Oostenrijk · Pakistan · Panama · Paraguay · Peru · Polen · Portugal · Puerto Rico · Roemenië · San Marino · Senegal · Sierra Leone · Singapore · Soedan · Sovjet-Unie · Spanje · Suriname · Syrië · Taiwan · Tanzania · Thailand · Trinidad en Tobago · Tunesië · Turkije · Tsjaad · Tsjecho-Slowakije · Uruguay · Venezuela · Verenigde Arabische Republiek · Verenigde Staten · Vietnam · Zambia · Zuid-Korea · Zweden · Zwitserland